# Leptogenys huangdii
Leptogenys huangdii  (лат.) — вид муравьёв (Formicidae) рода Leptogenys из подсемейства Ponerinae. Китай, Юньнань. Мелкие муравьи чёрного и буроватого цвета (TL 4,8-5,2 мм). Глаза среднего размера, расположены в переднебоковых частях головы. Жвалы вытянутые, сомкнутые прикасаются к клипеусу (без зазора между ними), с 5 зубцами на жевательном крае, внутренний край с 1 зубцом. Голова короткая (CI: 83-86), субквадратная. Голова и брюшко, в основном, гладкие и блестящие.  Усики 12-члениковые. Нижнечелюстные щупики 4-члениковые, нижнегубные щупики состоят из 4 сегментов. Стебелёк состоит из одного членика (петиоль). Петиоль выше своей длины. Вид был впервые описан в 2000 году китайским мирмекологом Сюй Чжэнхуэем (Dr. Zhenghui Xu, Faculty of Conservation Biology, Southwest Forestry College, Куньмин, Юньнань, Китай). Этот вид сходен с видом  Leptogenys birmana, отличаясь тёмной окраской и более мелким размером.